# Malijskie Siły Powietrzne
Malijskie siły powietrzne (Force Aériene de la republique du Mali) dysponowały samolotami MiG-17 Fresco, które zostały dostarczone w latach sześćdziesiątych. W latach 80. po wojnie z Burkina Faso samoloty te zostały wycofane z użycia i zastąpione samolotami MiG-19 Farmer (8 sztuk) i MiG-21 Fishbed (14 sztuk). Flotę powietrzną uzupełniają samoloty transportowe produkcji radzieckiej typu An-26 Curl i Mi-8 Hip Oraz szkoleniowe Jak-11 Moose, Jak-18 Max, Aero L-29 Delfin oraz MiG-15UTI.